# Liga Narodów w piłce siatkowej kobiet
Liga Narodów w piłce siatkowej kobiet (oficjalnie: FIVB Volleyball Women's Nations League, VNL) – międzynarodowe rozgrywki w piłce siatkowej kobiet, organizowane corocznie od 2018 roku przez Międzynarodową Federację Piłki Siatkowej (FIVB) dla wybranych przez FIVB reprezentacji narodowych. Siatkarska Liga Narodów powstała w miejsce organizowanej w latach 1990-2017 Grand Prix.
W 3 tygodniu Ligi Narodów 2025 rozgrywanym w holenderskim Apeldoorn reprezentacja Czech podejmowała kadrę narodową Turcji.W trzecim secie Turczynki z Czeszkami wygrały 25:4, ostatecznie reprezentacja Czech wygrała mecz 3:1. Taki wynik w danym secie jest obecnie nowym rekordem nie tylko rozgrywek Ligi Narodów, ale także wszystkich oficjalnych turniejów pod egidą FIVB w XXI wieku.

## Historia
13 października 2017 roku FIVB zaprezentowała w Paryżu nowy format - Ligę Narodów - który zastąpił organizowane dotychczas Ligę Światową oraz World Grand Prix. Pierwsza edycja zaplanowała została między 15 maja a 1 lipca 2018 roku. Inauguracyjny turniej finałowy odbył się w Nankin w Chinach w którym zwyciężyły reprezentantki Stanów Zjednoczonych pokonując Turcję 3:2.

## System rozgrywek
W Lidze Narodów corocznie bierze udział 16 reprezentacji narodowych. Reprezentacje podzielone zostały na dwie kategorie - stałych uczestników oraz drużyn pretendujących. Stałymi uczestnikami są: Brazylia, Chiny, Holandia, Japonia, Korea Południowa, Niemcy, Rosja, Serbia, Stany Zjednoczone, Tajlandia, Turcja oraz Włochy. Do grupy pretendentów należą natomiast: Argentyna, Belgia, Bułgaria, Dominikana, Kanada oraz Polska. Stali uczestnicy mają zapewniony udział w rozgrywkach w kolejnym roku niezależnie od osiągniętego wyniku. Pretendenci natomiast będą zagrożeni spadkiem.
Drużyny rozegrają ze sobą po jednym spotkaniu w ramach 20 turniejów grupowych organizowanych przez poszczególnych uczestników. Każdy ze stałych uczestników będzie gospodarzem przynajmniej jednego turnieju grupowego. Do turnieju finałowego awansuje pięć najlepszych reprezentacji po rozegraniu wszystkich meczów grupowych oraz gospodarz turnieju finałowego.
W ramach turnieju finałowego drużyny rozstawione zostaną w dwóch grupach. W każdej grupie znajdą się po trzy zespoły. Dwie najlepsze drużyny z każdej z grup awansują do półfinałów. Zwycięzcy półfinałów zagrają o złoty medal, natomiast przegrani - o brązowy medal.

## Medalistki
| Edycja | Rok  | Gospodarz turnieju finałowego | 1. miejsce         | 2. miejsce         | 3. miejsce         |
| ------ | ---- | ----------------------------- | ------------------ | ------------------ | ------------------ |
| I      | 2018 | Nankin                        | Stany Zjednoczone  | Turcja             | Chiny              |
| II     | 2019 | Nankin                        | Stany Zjednoczone  | Brazylia           | Chiny              |
| —      | 2020 | rozgrywki odwołane            | rozgrywki odwołane | rozgrywki odwołane | rozgrywki odwołane |
| III    | 2021 | Rimini                        | Stany Zjednoczone  | Brazylia           | Turcja             |
| IV     | 2022 | Ankara                        | Włochy             | Brazylia           | Serbia             |
| V      | 2023 | Arlington                     | Turcja             | Chiny              | Polska             |
| VI     | 2024 | Bangkok                       | Włochy             | Japonia            | Polska             |
| VII    | 2025 | Łódź                          | Włochy             | Brazylia           | Polska             |

## Klasyfikacja medalowa
| Msc.  | Państwo           | złoto | srebro | brąz | Razem |
| ----- | ----------------- | ----- | ------ | ---- | ----- |
| 1.    | Stany Zjednoczone | 3     | 0      | 0    | 3     |
| 2.    | Włochy            | 3     | 0      | 0    | 3     |
| 3.    | Turcja            | 1     | 1      | 1    | 3     |
| 4.    | Brazylia          | 0     | 4      | 0    | 4     |
| 5.    | Chiny             | 0     | 1      | 2    | 3     |
| 6.    | Japonia           | 0     | 1      | 0    | 1     |
| 7.    | Polska            | 0     | 0      | 3    | 3     |
| 8.    | Serbia            | 0     | 0      | 1    | 1     |
| Razem | Razem             | 7     | 7      | 7    | 21    |

## Miejsca w poszczególnych latach
| Reprezentacja     | 2018 | 2019 | 2021 | 2022 | 2023 | 2024 |  | Udział |
| ----------------- | ---- | ---- | ---- | ---- | ---- | ---- |  | ------ |
| Argentyna         | 16   | -    | -    | -    | -    | -    |  | 1      |
| Belgia            | 13   | 7    | 9    | 15   | -    | -    |  | 4      |
| Brazylia          | 4    | 2    | 2    | 2    | 5    | 4    |  | 6      |
| Bułgaria          | -    | 16   | -    | 14   | 13   | 16   |  | 4      |
| Chiny             | 3    | 3    | 5    | 6    | 2    | 5    |  | 6      |
| Chorwacja         | -    | -    | -    | -    | 15   | -    |  | 1      |
| Dominikana        | 14   | 8    | 6    | 9    | 11   | 11   |  | 6      |
| Francja           | -    | -    | -    | -    | -    | 14   |  | 1      |
| Holandia          | 5    | 11   | 7    | 11   | 12   | 9    |  | 6      |
| Japonia           | 10   | 9    | 4    | 7    | 7    | 2    |  | 6      |
| Kanada            | -    | -    | 14   | 12   | 10   | 10   |  | 4      |
| Korea Południowa  | 12   | 15   | 15   | 16   | 16   | 15   |  | 6      |
| Niemcy            | 11   | 10   | 10   | 10   | 8    | 13   |  | 6      |
| Polska            | 9    | 5    | 11   | 13   | 3    | 3    |  | 6      |
| Rosja             | 8    | 14   | 8    | -    | -    | -    |  | 3      |
| Serbia            | 5    | 13   | 13   | 3    | 9    | 12   |  | 6      |
| Stany Zjednoczone | 1    | 1    | 1    | 5    | 4    | 7    |  | 6      |
| Tajlandia         | 15   | 12   | 16   | 8    | 14   | 8    |  | 6      |
| Turcja            | 2    | 4    | 3    | 4    | 1    | 6    |  | 6      |
| Włochy            | 7    | 5    | 12   | 1    | 6    | 1    |  | 6      |